# Гамма-оксимасляная кислота
Гамма-оксима́сляная кислота́, сокр. ГОМК, также 4-гидроксибутановая кислота — органическое соединение, выполняющее важную роль в ЦНС человека. Гамма-оксимасляная кислота может применяться как анестетик и седативное средство, однако во многих странах она строго контролируется из-за потенциала злоупотребления.

## Получение
Исходным реагентом для получения гамма-оксимасляной кислоты служит её ангидрид — гамма-бутиролактон (ГБЛ).

## Медицинское применение
Применяется в медицине в виде натриевой, литиевой солей.

## Немедицинское использование
ГОМК — депрессант, используемый как психоактивное вещество. Часто применяется в виде различных солей (чаще — натриевой). Также употребляются его пролекарства: 1,4-бутандиол, гамма-бутиролактон.
Последствия употребления сравниваются с эффектами алкоголя и MDMA (эйфория, расторможенность, повышенная чувствительность, эмпатогенные состояния), в больших дозах ГОМК может вызывать тошноту, головокружение, сонливость, психомоторное возбуждение, расстройства зрения, затруднённое дыхание, амнезию, бессознательное состояние и смерть. Смертельные случаи обычно связаны с сочетанием вещества с алкоголем или другими депрессантами. В частности, возможна смерть из-за рвоты в состоянии глубокого сна. Эффекты от употребления длятся обыкновенно от полутора до трёх часов.
Отчет 2006 года, подготовленный по распоряжению парламентского комитета Великобритании, признал употребление ГОМК менее опасным, чем употребление табака и алкоголя, с точки зрения физического вреда, зависимости и общественного вреда.
В маленьких дозах используется в качестве стимулирующего средства посетителями ночных клубов.
Оксибутират натрия считается препаратом, используемым насильниками для воздействия на жертву. Он очень солёный, однако не имеет цвета и запаха, чем и пользуются злоумышленники, добавляющие препарат в напитки.
Некоторые спортсмены применяют оксибутират натрия и ГБЛ, поскольку научные исследования показывали, что ГОМК повышает уровень гормона роста in vivo. Было показано, в частности, как ГОМК удваивает секрецию гормона у здоровых молодых мужчин. В этом процессе участвуют мускариновые ацетилхолиновые рецепторы, благодаря чему эффект роста уровня гормона может быть блокирован пирензепином.

## Правовой статус
В Российской Федерации ГОМК включена в Список III Перечня наркотических средств.
В Финляндии ГОМК не имеет статуса лекарственного препарата и причислена к наркотическим веществам (с 2001 года).
В США входит в Schedule I, Schedule III (является одним из нескольких препаратов, включенных в несколько списков сразу).
20 марта 2001 года Комиссия ООН по наркотическим средствам включила ГОМК в Список IV Конвенции о психотропных веществах 1971 года.